# Jan Fiala (bubeník)
Jan Fiala přezdívaný JD (* 17. ledna 2006 Brno) je český bubeník, člen hudební skupiny YesBrothers.

## Životopis

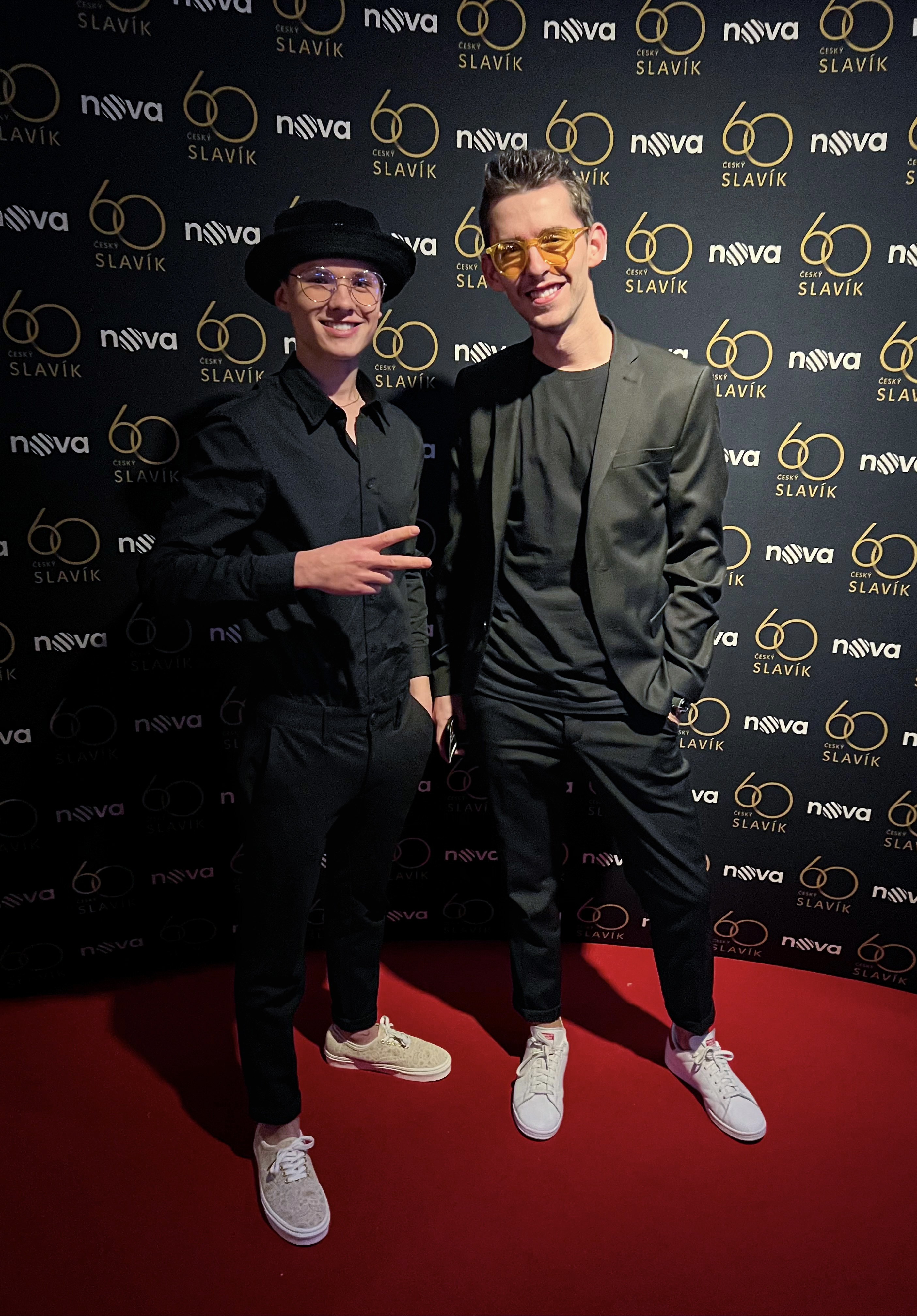
YesBrothers – Český slavík 2022

Narodil se v Brně. V mládí se věnoval fotbalu, ale kvůli zranění musel skončit. Později se rozhodl věnovat hudbě. S hrou na bicí nástroje začal již v 9 letech. Po několika sólových vystoupeních pořádaných školou pro bubeníky Drum and fun založil s bratrem Milošem Fialou skupinu YesBrothers, která poprvé vystoupila v roce 2019 v Boskovicích. Následně vystupovali především jako předskupina známých interpretů. Z nejvyznamnějších byl Michal David, skupina No Name či Michal Hrůza. Vystupoval s bratrem na festivalech, firemních večírcích, slavnostech, čímž vešel ve známost širší veřejnosti, a díky tomu získal uznání od kolegů i publika.
V roce 2022 se stal nejmladším českým bubeníkem, který vystoupil v české O2 aréně.